# William Huskisson
William Huskisson, né à Birtsmorton Court (en) (Worcestershire) en 1770, et mort à Eccles, victime d'un accident sur le chemin de fer de Liverpool le 15 septembre 1830, est un homme d’État anglais conservateur.

## Biographie
Il fut amené à Paris à l'âge de douze ans, embrassa les principes de la Révolution française, se fit affilier au Club des patriotes de 1789, devint secrétaire de lord Gower, ambassadeur de la Grande-Bretagne, et le suivit à Londres après les événements du 10 août 1792. Sous-secrétaire d’État de la guerre en 1795, il quitta le cabinet avec Pitt en 1801, rentra au pouvoir avec ce ministre, comme secrétaire de la trésorerie, en sortit de nouveau à sa mort, fit encore partie de l'administration sous le duc de Portland (1807-1809), puis remplit successivement les fonctions de commissaire des forêts (1814) et de président du bureau du commerce (1823). 
De 1796 à sa mort, il siégea au Parlement. Huskisson appartenait à la fraction libérale des tories. Le commerce anglais lui doit l'initiative des mesures qui ont préparé la ruine du système prohibitif. De 1822 à 1825, il fit admettre les suivantes : le droit pour tous les navires des puissances amies d'amener des marchandises dans la Grande-Bretagne; l'abolition des droits de douane différentiels; la réciprocité des droits de navigation, etc.
Les colonies anglaises ne pouvaient trafiquer qu'avec la métropole : Huskisson obtint pour elles la liberté de se mettre directement en relation avec les colonies des autres puissances, réforme capitale qui a permis le développement du commerce dans le monde entier. Il reparut encore au ministère en 1827 et 1829, et y prit part à l'émancipation des catholiques. Ses principaux discours ont été publiés sous le titre de Speeches (Londres, 1831, 3 vol. in-80). 

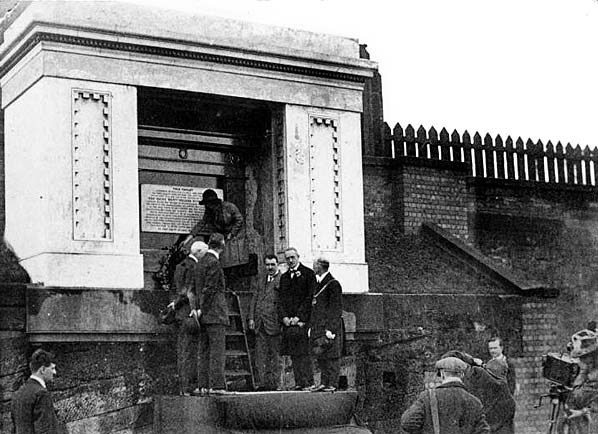
Inauguration du monument à Huskisson le long de la voie en 1913.

Le 15 septembre 1830, lors de cérémonie d'ouverture de la nouvelle ligne Liverpool and Manchester Railway, William Huskisson est frappé par la locomotive Fusée près de Parkside à Newton-le-Willows. Il meurt peu après de ses blessures à Eccles. 

## Hommages et controverses
De nombreuses statues ont été érigées en l'honneur d'Huskisson. Toutefois, en 1982, en raison de ses positions pro-esclavagistes, celle située sur Princes Avenue, dans le quartier de Toxteh, est déboulonnée par des activistes locaux peu après les émeutes raciales de 1981. 

En 2005, la statue sera re-érigée à nouveau dans un autre endroit du centre ville. Près du socle vide du premier emplacement, une plaque est posée en 2020, à la suite des manifestations du mouvement Black Lives Matter, pour rappeler les positions pro-esclavagistes d'Huskisson. 

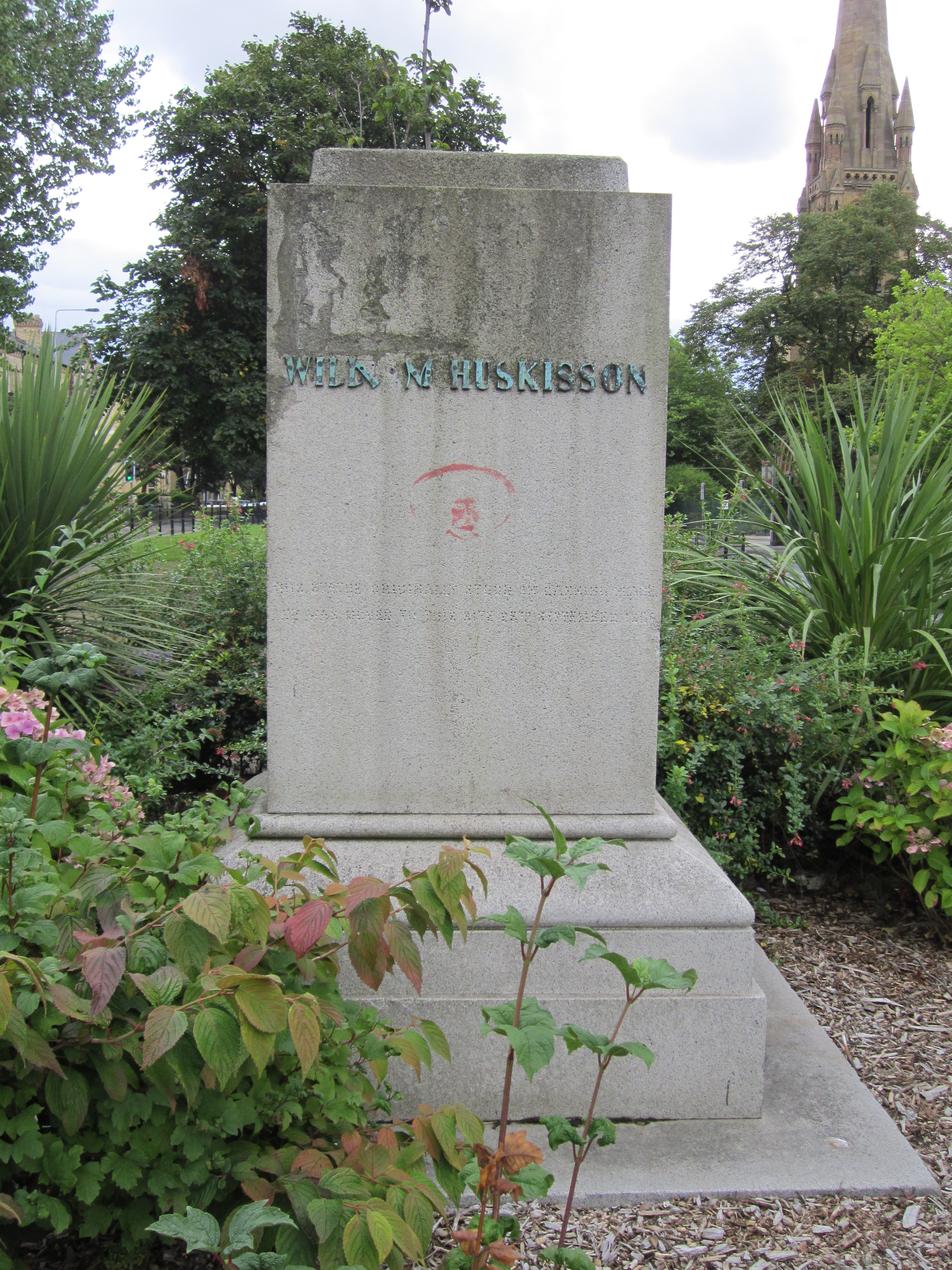
Le piédestal vide.
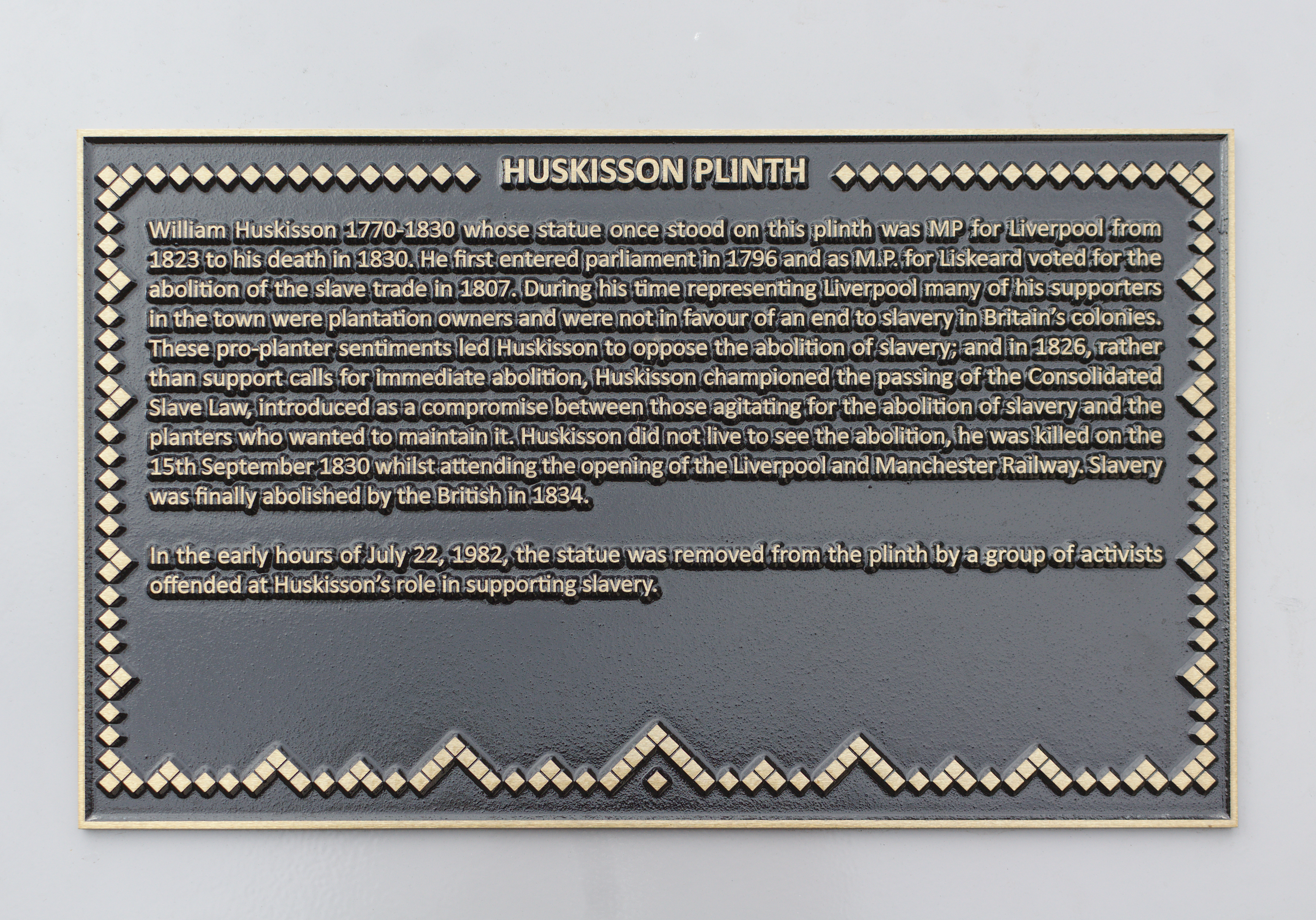
Plaque installée après les manifestations de 2020, près du socle de la statue renversée en 1982.
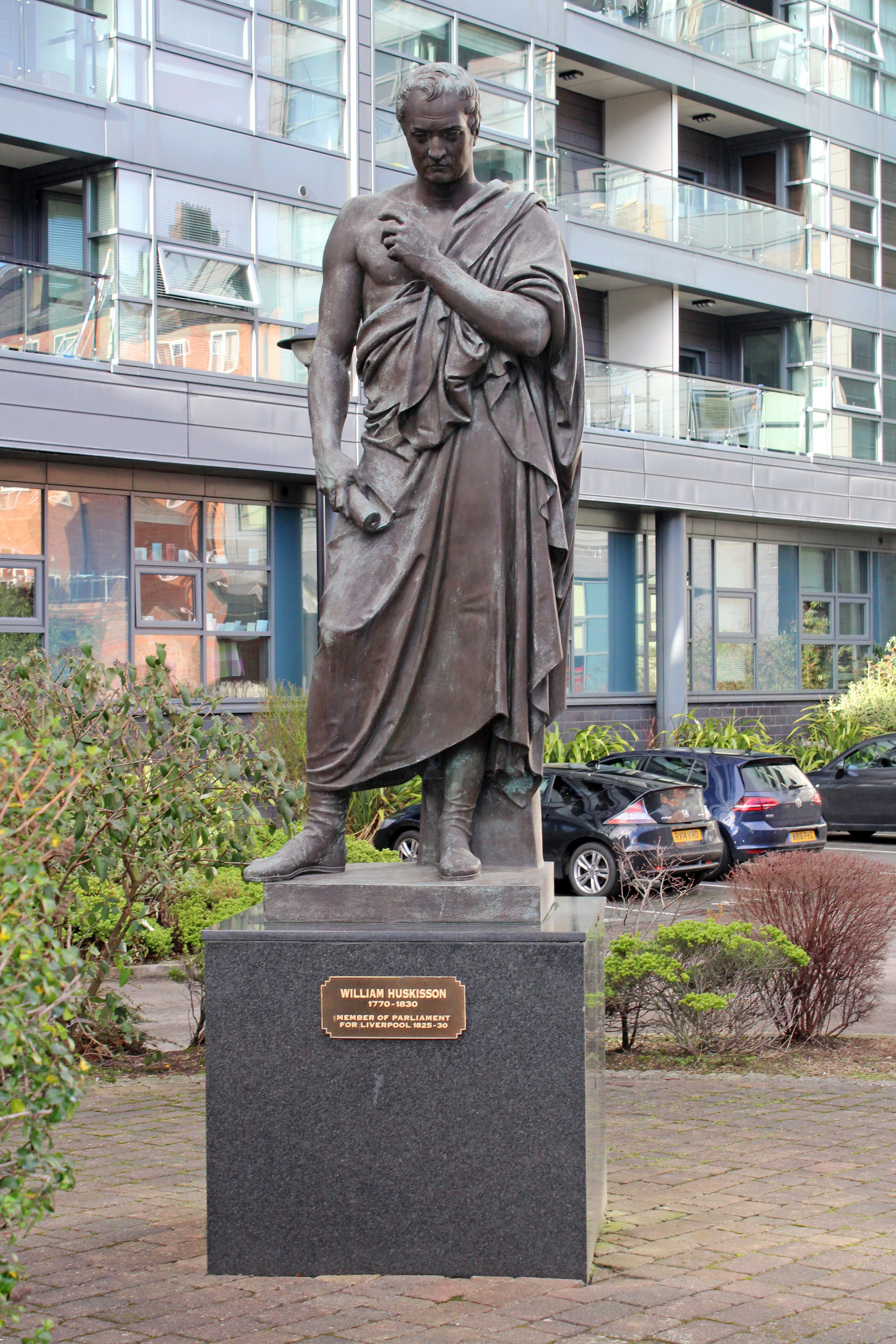
La statue originale, repositionnée en 2005 sur Dukes Terrace.